# Андреа Гінвуд
Андреа Гінвуд — учена-екологиня, зокрема експертка із впливу навколишнього середовища на здоров'я людини.
Під час отримання докторської освіти в Університеті Монаш, Мельбурн (Австралія), вона була лідеркою технічних і наукових груп, урядовою консультанткою і членом різних організацій.
Однією з головних проблем, яку підняла докторка Гінвуд, є відкритий доступ для досліджень. Дійсно, за її словами, «бідніші країни повинні мати набагато більше відкритого доступу для досліджень, тому що вони часто частіше страждають від наслідків зміни клімату і тому потребують новітніх технологій або інших рішень, щоб спробувати обмежити наслідки».

## Життєпис
Професійна кар'єра Андреа Гіндвуд включала, з одного боку, надання стратегічних консультацій уряду з різних питань, пов'язаних із навколишнім середовищем: аналіз речовин, що руйнують озоновий шар, якість повітря, вплив біорізноманіття та нові забруднювачі.
З іншого боку, з 2002 по 2017 рік вона була доцентом Університету Едіт Ковен в Перті (Західна Австралія) і була призначена членом і віце-президентом Управління охорони навколишнього середовища Західної Австралії, а також членом адміністративного суду. штату Західна Австралія.
З 2017 по 2021 рік вона була першою головною науковою співробітницею Управління охорони навколишнього середовища (англійською мовою EPA) у Вікторії (Австралія). Там вона розробила програми для посилення ролі EPA як наукової організації та проведення превентивної роботи щодо впливу забруднення та відходів на громади та довкілля.
З 2021 року працює в Програмі навколишнього середовища (англ. UNEP) Організації Об'єднаних Націй (ООН).

## Доробок

### Наукові статті
- Пренатальний вплив сумішей стійких хімічних речовин навколишнього середовища та результати розвитку плода в Західній Австралії, 2022 р.[6]
- Пропозиції щодо покращення характеристики ризику від впливу Per та поліфторованих алкільних речовин (PFAS), 2020 р.[7]
- Пер- та поліфторалкільні речовини в качках і взаємозв'язок із концентраціями у воді, осаді та ґрунті, 2020 р.[8]
- Викиди газоподібних забруднюючих речовин від лабораторних пожеж рослинності з п'яти поширених типів рослинності в Західній Австралії, 2020 р.[9]
- Коефіцієнти викидів і склад PM2,5 від лабораторного спалювання п'яти типів рослинності Західної Австралії, 2019 р.[10]
- Нові та застарілі забруднювачі через градієнти землекористування та ризик для водних екосистем, 2019 р.[11]
- Прозапальний вплив твердих часток на епітеліальні клітини пов'язаний з елементним складом, 2018 р.[12]
- Вплив низького рівня кадмію та серцево-судинні наслідки у літніх австралійських жінок: когортне дослідження, 2017 р.[13]
- Вплив металів на вагітних жінок у Західній Австралії, 2011 р.[14]